# Spanish River (Huronsee)
Der Spanish River ist ein Fluss, der den Algoma District, den Sudbury District sowie Greater Sudbury im nordöstlichen Ontario in Kanada durchfließt.
Er hat eine Länge von 338 km. Der Fluss seinen Ursprung im Ember Lake. Er durchfließt anfangs die Seen Bragh Lake, Frechette Lake, Spanish Lake, Ramsey Lake und Biscotasi Lake in östlicher Richtung. Im Anschluss wendet er sich nach Südosten und nimmt den East Spanish River von links auf. Der Spanish River fließt nun überwiegend in südlicher Richtung und mündet bei dem Ort Spanish in den
North Channel östlich der Georgsbucht und damit in den Huronsee.
Der Fluss fließt fast ausschließlich innerhalb des Sudbury District, außer kurzen Passagen: in das Stadtgebiet von Greater Sudbury nahe den Gemeinden High Falls und Turbine, sowie an seiner Mündung, die im Algoma District liegt.
Zuflüsse sind Pogamasing Creek, Mogo Creek, Agnes River, River aux Sables, Vermilion River und Wakonassin River.
Der Flussname sowie die Ortsnamen von Espanola und Spanish sollen von französischen Forschungsreisenden und Jesuitenpriestern stammen, die in diesem Gebiet auf Ojibwe trafen, welche Spanisch sprechen konnten.
Der Fluss wird hauptsächlich von Kanu-Touristen genutzt. Sein Oberlauf liegt im Spanish River Provincial Park.
Es gibt vier Stauanlagen entlang des Flusslaufs, die der Stromgewinnung dienen: Einer davon, bekannt als Big Eddy, oberhalb von High Falls bildet den See Lake Agnew; High Falls Dam – etwa 1 km unterhalb des Big Eddy Dam; Nairn Falls Dam – etwa 12 km unterhalb von High Falls; ein weiterer bei der Domtar Mill in Espanola.
Am 21. Januar 1910 kamen in der Nähe von Nairn im Spanish River mindestens 43 Menschen ums Leben, als ein westwärts fahrender Zug der Canadian Pacific Railway bei der Flussüberquerung entgleiste und mehrere Wagen des Zuges in den Fluss stürzten oder an der Brücke zerstört wurden. Moderne Untersuchungen und Zählungen gehen inzwischen von bis zu 70 Toten aus.